# John William Draper
John William Draper (1811-1882) là một nhà khoa học, nhà triết học, nhà sử học và nhiếp ảnh gia. Ông được cho là người đã chụp được bức ảnh đầu tiên về một khuôn mặt phụ nữ (1839-1840) và bức ảnh chi tiết đầu tiên về Mặt Trăng (1840). Ông cũng là chủ tịch đầu tiên của Hiệp hội Hóa học Hoa Kỳ (1876-1877) và là người sáng lập ra Đại học New York về Y khoa. Một trong những cuốn sách của ông, Lịch sử của Mâu thuẫn giữa Tôn giáo và Khoa học, đã phổ biến hóa luận điểm mâu thuẫn, đề xuất rằng sự thù địch ở bên trong trong mối quan hệ giữa khoa học và tôn giáo. Tác phẩm đã được đọc rộng rãi và được phiên dịch sang một số ngôn ngữ. Con trai của ông, Henry Draper, và cháu gái của ông, Antonia Maury là các nhà thiên văn. Trong khi đó người em của John Williams, Carlotta Maury, là một nhà cổ sinh vật học.

## Những năm đầu đời
John William Draper sinh ra vào ngày 5 tháng 5 năm 1811 tại St. Helens, Lancashire, Anh. Ông là con trai của John Christopher Draper, một tu sĩ Wesleya và Sarah (Ripley) Draper. Ông cũng có ba người chị em:
- Dorothy Catherine Draper (6 tháng 8 năm 1807-10 tháng 12 năm 1901)[3]
- Elizabeth Johnson Draper
- Sarah Ripley Draper

Vào ngày 23 tháng 6, ông được rửa tội bởi một mục sư Wesleya Jabez Bunting. Cha của John William Draper cần di chuyển gia đình của mình vì một số hội họp phục vụ khắp nước Anh. John William Draper đã được dạy gia sư cho đến năm 1822 khi ông nhập Woodhouse Grove School. Ông trở về nhà vào năm 1826 rồi gia nhập University College London vào năm 1829. Ở đó, Draper đã học về hóa học dưới sự hướng dân của Edward Turner.
Vào ngày 13 tháng 9 năm 1831, Draper cưới Antonia Caetana de Paiva Pereira Gardner (1814-1870), con gái của Daniel Gardner, một bác sĩ hoàng gia của João VI của Bồ Đào Nha và Carlota Joaquina của Tây Ban Nha. Antonia sinh ra tại Brazil sau khi gia đinh hoàng gia phải chạy từ Bồ Đào Nha trong sự xâm lược của Napoleon Bonaparte. Có một cuộc bàn cãi để có thể xác định mẹ của Antonia. Trong khoảng năm 1830, Antonia đã được gửi đến với người anh em trai Daniel để sống với người cô của họ ở London.
Sau cái chết của cha mình vào tháng 7 năm 1831, mẹ của John William Draper đã ép buộc để rời cùng những đứa con của mình đến với Virginia của Hoa Kỳ. Draper đã hy vọng rằng có thể giành được một vị trí giảng dạy tại một học viện của phong trào Giám lý.

## Liên kết nguồn
- McManus, Howard R. "The Most Famous Daguerreian Portrait: Exploring the History of the Dorothy Catherine Draper Daguerreotype," The Daguerreian Annual, 1995, 148-71.
- THE DAGUERREOTYPE PORTRAIT OF DOROTHY DRAPER. The Photographic Journal (Royal Photographic Society), December 1970, vol. 110, pp. 478–482
- John William Draper family papers, 1777-1951[liên kết hỏng] at the Library of Congress
- Draper Family Collection, ca. 1826–1936 Lưu trữ ngày 9 tháng 4 năm 2014 tại Wayback Machine at the National Museum of American History
- Draper Family Collection, 1836–1982 Lưu trữ ngày 10 tháng 2 năm 2011 tại Wayback Machine at the New York University Archives
- Các tác phẩm của John William Draper tại Dự án Gutenberg
- Các tác phẩm của hoặc nói về John William Draper tại Internet Archive
- Harper's Magazine articles by John William Draper
- John W. Draper and the Founding of the American Chemical Society, 1876[liên kết hỏng] at National Historic Chemical Landmarks
- Dorothy Catherine Draper, taken by John W. Draper
- NYU First Medical Faculty, 1841 J.W. Draper lower right corner
- New York University John W. Draper Interdisciplinary Master's Program in Humanities and Social Thought (Draper Program) Lưu trữ ngày 24 tháng 4 năm 2012 tại Wayback Machine
- Draper Society (NYU Club)
- National Academy of Sciences Biographical Memoir